# Anoba kampfi
Anoba kampfi är en fjärilsart som beskrevs av Emilio Berio 1971. Anoba kampfi ingår i släktet Anoba och familjen nattflyn. Inga underarter finns listade i Catalogue of Life.